# Арктичка политика Русије
Арктичка политика Русије је унутрашња и спољна политика Руске Федерације у вези са руским регионом Арктика. Руски регион Арктика је дефинисан у „Руској арктичкој политици“ као сви руски поседи који се налазе северно од Арктичког круга. Отприлике једна петина руске копнене масе је северно од арктичког круга. Русија је једна од пет приморских држава које се граниче са Арктичким океаном. Од 2010. године, од 4 милиона становника Арктика, око 2 милиона је живело у арктичкој Русији, што је чини највећом арктичком земљом по броју становника. Међутим, последњих година арктичка популација Русије опада претераном брзином.
Наведени циљеви Русије у својој арктичкој политици су да искористи своје природне ресурсе, заштити своје екосистеме, користи море као транспортни систем у интересу Русије и обезбеди да она остане зона мира и сарадње. Русија тренутно одржава војно присуство на Арктику и планира да га прошири, као и да ојача присуство граничне/обалске страже тамо. Русија је вековима користила Арктик за економску добит за бродарство и риболов. Русија планира да експлоатише велика налазишта морских ресурса на Арктику. Северни морски пут је од посебног значаја за Русију за транспорт, а Савет безбедности Русије разматра пројекте за његов развој. Савет безбедности је такође навео потребу за повећањем улагања у арктичку инфраструктуру.
Русија спроводи опсежна истраживања у арктичком региону, посебно лебдеће ледене станице и експедицију Арктика 2007, која је прва стигла до морског дна на Северном полу. Истраживање је делимично усмерено на поткрепљивање руских територијалних захтева, посебно оних који се односе на проширени континентални појас Русије у Арктичком океану.

## Историја
1. октобра 1987. совјетски генерални секретар Михаил Горбачов изнео је Мурманску иницијативу наводећи шест циљева арктичке спољне политике Совјетског Савеза: успостављање зоне без нуклеарног оружја у Северној Европи; смањити војну активност у Балтичком, Северном, Норвешком и Гренландском мору; сарађују на развоју ресурса; формирати међународну конференцију о координацији научних истраживања Арктика; сарађују у заштити и управљању животном средином; и отвори Северни морски пут.

## Географија
|  |

Руско Министарство економског развоја идентификовало је осам зона подршке Арктику дуж арктичке обале Русије на које ће бити усмерена средства и пројекти, са циљем подстицања економског потенцијала Северног морског пута уз обезбеђивање да руско присуство неће бити ограничено на експлоатацију ресурса.
Осам зона су Кољски рејон, Архангељск, Ненеција, Воркута, Јамалија, Тајмир-Турухан, Северна Јакутија и Чукотка. У области Северне Јакутије, пројекат обухвата реконструкцију морске луке Тикси и луке Зеленомиски. У зони Архангелск, то ће укључивати изградњу Belkomur Railway.

## Истраживање
Прво забележено путовање на руски Арктик било је новгородског Улеба 1032. године, када је открио Карско море. Од 11. до 16. века, руски приморски становници Белог мора, или помори, постепено су истраживали друге делове арктичке обале, идући чак до река Об и Јенисеја, оснивајући трговачка места у Мангазеји. Настављајући потрагу за крзном и моржевом и мамутовом слоновачом, сибирски козаци под командом Михаила Стадукина стигли су до реке Колиме до 1644. Иван Москвитин је 1639. открио Охотско море, а Федот Алексејев Попов и Семјон Дежњов су открили Берингов мореуз 1648. док је Дежњов основао стално руско насеље у близини данашњег Анадира.
Након што је Петар I преузео престо, Русија је почела да развија морнарицу и да је користи за наставак истраживања Арктика. Витус Беринг је истраживао Камчатку 1728. године, док су Берингови помоћници Иван Фјодоров и Михаил Гвоздев открили Аљаску 1732. године. Велика северна експедиција, која је трајала од 1733. до 1743. године, била је једно од највећих истраживачких подухвата у историји, коју су организовали и водили Витус Беринг, Алексеј Чириков и низ других великих истраживача. Група експедиције коју су лично предводили Беринг и Чириков открила је јужну Аљаску, Алеутска острва и Командантска острва,  док су групе предвођене Степаном Малигином, Дмитријем Овцином, Фјодором Минином, Семјоном Чељускином, Василијем Прончичевом и Дмитријевом Ла Армитичевом обала Русије (од Белог мора у Европи до ушћа реке Колима у Азији). Експедиција је резултирала са 62 велике карте и карте арктичког региона. 

## Територијалне претензије
Модерне руске територијалне претензије на Арктик званично датирају од 15. априла 1926. године, када је Совјетски Савез затражио земљиште између 32°04'35"Е и 168°49'30"W. Међутим, ова тврдња се посебно односила само на острва и земље унутар овог региона. Прва поморска граница између Русије и Норвешке, од Варангерфјорда, потписана је 1957. године. Међутим, тензије су поново избиле на површину након што су обе земље 1960-их поднеле претензије на континентални појас. Неформални разговори почели су 1970-их о одређивању границе у Баренцовом мору ради решавања различитих потраживања,  пошто је Русија желела да граница буде линија која иде право северно од копна, 67,000 sq mi (173,53 km2)   више од онога што је имао. Министри спољних послова Норвешке и Русије Јонас Гар Стøре и Сергеј Лавров потписали су 15. септембра 2010. споразум који је ефективно поделио спорну територију на пола између две земље, а такође су се сложили да заједнички управљају ресурсима у том региону где се преклапају национални сектори. Две земље су већ заједно управљале рибарством у Баренцовом региону од Споразума о сивој зони из 1978. године, који се обнавља сваке године од потписивања.
Русија је 12. марта 1997. ратификовала Конвенцију Уједињених нација о поморском праву (УНЦЛОС), која је омогућила земљама да полажу право на проширене континенталне појасеве. У складу са УНЦЛОС-ом, Русија је поднела захтев за проширени епиконтинентални појас изнад својих 200 миља (320 km) ексклузивну економску зону 20. децембра 2001. Комисији УН за границе епиконтиненталног појаса (ЦЛЦС). Русија је тврдила да су два подводна планинска ланца – гребени Ломоносова и Мендељејева – унутар руског сектора Арктика продужеци евроазијског континента, а тиме и део руског континенталног појаса. УН ЦЛЦС није ни потврдио ни поништио тужбу, али је затражио од Русије да поднесе додатне податке како би поткрепио своју тврдњу. Русија је планирала да достави додатне податке ЦЛЦС-у 2012.
У августу 2007. године руска експедиција Арктика 2007, коју је предводио Артур Чилингаров, поставила је руску заставу на морско дно на Северном полу .  Ово је урађено током научног истраживања како би се поткрепило подношење захтева Русије за проширени епиконтинентални појас из 2001. године.  Узорци камења, блата, воде и биљака на морском дну су сакупљени и враћени у Русију на научно истраживање. Министарство природних ресурса Русије саопштило је да су узорци дна прикупљени током експедиције слични онима пронађеним на континенталним полицама. Русија ово користи да поткрепи своју тврдњу да је гребен Ломоносова у њеном сектору наставак епиконтиненталног појаса који се протеже од Русије и да Русија има легитимно право на то морско дно. Сједињене Државе и Канада су одбациле постављање заставе као чисто симболично и правно бесмислено. Руски министар спољних послова Сергеј Лавров се сложио, рекавши новинарима: „Циљ ове експедиције није да стави на коцку руску тврдњу, већ да покаже да наша полица сеже до Северног пола“. Такође је потврдио да се питања арктичке територије „могу решавати искључиво на основу међународног права, Међународне конвенције о праву мора и у оквиру механизама који су у складу са њом створени за одређивање граница држава које имају епиконтинентални појас“. У другом интервјуу Сергеј Лавров је рекао: „Био сам задивљен изјавом мог канадског колеге да постављамо заставе унаоколо. Ми не бацамо заставе унаоколо. Ми само радимо оно што су радили други откривачи. Сврха експедиције није да стави на коцку било која права Русије, већ да докаже да се наша полица протеже до Северног пола, на исти начин на који се налазила застава Моон“.
Министри спољних послова и други званичници који представљају Канаду, Данску, Норвешку, Русију и Сједињене Државе састали су се у Илулиссату на Гренланду у мају 2008. на Конференцији Арктичког океана и објавили Декларацију из Илулиссата. У декларацији је, између осталог, наведено да сва питања разграничења на Арктику треба да се решавају на билатералној основи између сукобљених страна. Пример таквог билатералног споразума постигнут је између Русије и Норвешке 2010. године.

## Војска
Део тренутне руске арктичке политике укључује одржавање војног присуства у региону. 2014. године основана је Заједничка стратешка команда Северне флоте (Русија) . Северна флота Русије, највећа од четири флоте руске морнарице, има седиште у Североморску, у Колском заливу на Баренцовом мору. Северна флота обухвата две трећине укупне руске поморске моћи и има близу 80 оперативних бродова. Од 2013. године, ово је укључивало приближно 35 подморница, шест ракетних крстарица и водећу ракетну крстарицу Петр Велики (Петар Велики). Руска морнарица је 2012. године наставила поморско патролирање Северним морским путем, обележено патролом од 2.000 миља руског Арктика са десет бродова на челу са ледоломцем и Петром Великим. Руска војска је такође наводно у јуну 2008. објавила да ће повећати оперативни радијус својих подморница Северне флоте.
Први нуклеарни ледоломац Лењин почео је са радом на Северном морском путу у јулу 1960. У Русији је изграђено укупно десет цивилних пловила на нуклеарни погон, укључујући девет ледоломаца . Три од њих су повучена, укључујући Лењин. Поред својих шест нуклеарних ледоломаца, Русија има и 19 дизел поларних ледоломаца. Њена нуклеарна флота ледоломаца укључује 50 Лет Победи (50 година победе), највећи нуклеарни ледоломац на свету. Тренутно постоје планови за изградњу још шест ледоломаца, као и планови за изградњу арктичке луке вредне 33 милијарде долара током целе године. Председник Медведев је 28. септембра 2011. указом бр. 1256 укинуо забрану приватизације флоте нуклеарних ледоломаца. Ово укидање ће омогућити да Атомфлот, државна компанија која је власник флоте, буде барем делимично у власништву приватних инвеститора. Очекује се да ће влада задржати контролни удео у компанији. 
Русија каже да има војне јединице посебно обучене за арктичку борбу.  4. октобра 2010. цитиран је командант руске морнарице адмирал Владимир Висоцки који је рекао: „Посматрамо продор мноштва држава које... веома интензивно, на сваки могући начин, унапређују своје интересе, посебно Кине,“ и да Русија „неће одустати ни од једног центиметра“ на Арктику.  Руски министар одбране Анатолиј Сердјуков најавио је 16. јула 2011. планове за стварање две бригаде које би биле стациониране на Арктику. У изјави о политици Русије за Арктик, коју је председник Медведев одобрио 18. септембра 2008. године, позива се на успостављање побољшаних војних снага на Арктику како би се „осигурала војна безбедност“ у том региону, као и на јачање постојеће граничне страже у тој области.

## Истраживања
Русија је деценијама спроводила истраживања на Арктику. Земља је једина која користи дрифт станице - истраживачке установе сезонски распоређене на дрифт леду - а такође има и друге истраживачке станице у својој арктичкој зони. Прву дрифт станицу, Северни пол-1, успоставио је Совјетски Савез 21. маја 1937. године. Руска истраживања су се фокусирала на арктичко морско дно, морски живот, метеорологију, истраживање и природне ресурсе, између осталих тема. Недавна истраживања су се такође фокусирала на проучавање гребена Ломоносова како би се прикупили докази који би могли да ојачају руске територијалне претензије на морско дно у том региону у оквиру руског сектора Арктика.
Дрифтинг станица Северни пол-38 основана је октобра 2010.  У јулу 2011. ледоломац Русија и истраживачки брод Академик Фјодоров почели су да спроводе сеизмичка истраживања северно од Земље Франца Јосифа како би пронашли доказе који би потврдили територијалне претензије Русије на Арктику. Академик Фјодоров и ледоломац Јамал отишли су на сличну мисију годину дана раније. Експедиција Лена-2011, заједнички руско-немачки пројекат који је водио Јорн Тиде, отишла је у Лаптевско море и реку Лену у лето 2011. године. Требало је да проучава сибирску климу и климатске промене, као и да прикупи информације о руском континенталном појасу. Шеф експедиције, који је и председавајући Европске арктичке комисије, изразио је уверење да ће Русија прикупити доказе потребне да потврди своје право на додатне делове арктичког појаса.
Током 2011. године, истраживачке станице у изградњи укључивале су једну на острву Самојловски, за коју је планирано да буде завршена до средине 2012. године и која ће се фокусирати на истраживање пермафроста у шелфској зони,  и једну на Свалбардским острвима, за коју се предвиђало да ће бити завршена 2013. године и фокусираће се на геофизичка и хидролошка истраживања.
Током лета 2015, Русија је изградила велику базу граничне страже Федералне службе безбедности (Рус. ФСБ) на острву Александра Ланд архипелага Земље Франца Јосифа, проширивши се на већ успостављену ваздушну базу под називом Нагурскоје, изнад 80. паралеле. Нови комплекс се састоји од више међусобно повезаних зграда и може да прими чету од 150 војника до 18 месеци без потребе за поновним снабдевањем.

## Економија
Економски интереси Русије на Арктику заснивају се на две ствари – природним ресурсима и поморском саобраћају. Северни морски пут, који се користи вековима и званично је дефинисан руским законодавством, је арктички бродски пут који се протеже од Баренцовог мора до Беринговог мореуза кроз арктичке воде. Путовање Северним морским путем траје само једну трећину удаљености потребног за пролазак кроз Суецки канал, без тако великог ризика од пирата.
Рута је тренутно отворена до осам недеља годишње, а студије предвиђају да ће климатске промене довести до даљег смањења арктичког леда, што може довести до већег коришћења руте. Чак и када је „отворена“, ова рута није потпуно без леда и захтева руску ледоломцу и навигациону подршку како би се осигурала безбедност пролаза. Тренутно 15×106 t (15.000.000 long tons; 17.000.000 short tons) робе се транспортује Северним морским путем сваке године.  Очекује се да ће се саобраћај на рути десет пута повећати до 2020. године, а шест танкера је већ прошло у 2010.  Руска влада процењује да би годишњи теретни саобраћај могао да достигне 85 милиона метричких тона,  а транспорт дуж руте могао би да чини четвртину терета између Европе и Азије до 2030.  Међутим, екстензивно коришћење Северног морског пута захтеваће велико ширење руске тренутне инфраструктуре на Арктику, посебно лука и поморских бродова .  У августу 2011. Николај Патрушев, секретар Савета безбедности Русије, изјавио је да лоше стање инфраструктуре на Арктику омета развој тамо, смањујући привлачност ресурса региона за развој.  Инфраструктура је лошија у источном делу Русије, који такође садржи више ресурса.  Недавне економске санкције уведене Русији додатно су ослабиле одрживост НСР за стране инвеститоре и 2014. године укупан број путовања преко пролаза је драматично пао са 71 на 53. 
Полуострво Јамал, дом највећих руских резерви природног гаса, Гаспром је повезао са остатком Русије стварањем линије Обскаја–Бованенково, која је отворена 2010. Ово је био део Гаспромовог пројекта Јамал за развој ресурса природног гаса на полуострву Јамал.  Руске железнице планирају да повежу Индигу, која се сматра најбољом локацијом за изградњу дубоке луке, и Амдерму, локацију аеродрома Амдерма, са својим железничким системом до 2030.  Премијер Путин је такође најавио да ће на полуострву Јамал бити изграђена лука која ради током целе године.
Али до сада, руска концентрација на производњу нафте и гаса на полуострву Јамал наишла је на огромне изазове. У покушају да извуче гас и нафту у арктичком региону, Гаспром се сусреће са оштром климом и дугим линијама комуникације. Дакле, Гаспром захтева велике инвестиције са високим ризиком и дугим хоризонтом улагања и зависи од тога да цене енергије и даље буду високе тако да је експлоатација профитабилна. Међународна агенција за енергетику (ИЕА) процењује да већина арктичких поља није профитабилна ако је цена нафте на светском тржишту испод 120 долара по барелу. У време писања овог текста (11. маја 2017.) цена нафте типа Брент је пала на око 50 долара по барелу. У међувремену, пошто руски закон дозвољава само државним енергетским компанијама Гаспром (углавном гас) и Росњефт (углавном нафта) да извлаче нафту и гас из епиконтиненталног појаса – али пошто ове две фирме немају на располагању неопходну технолошку експертизу – ушле су у партнерства са бројним страним фирмама.
Руска влада такође покушава да повећа стране инвестиције у своје арктичке ресурсе. У августу 2011. Росњефт, нафтна компанија којом управља руска влада, потписала је уговор са ExxonMobil-ом у којем је Росњефт добио неке од Exxon-ових глобалних нафтних средстава у замену за заједнички развој руских арктичких ресурса од стране обе компаније.  Овај споразум укључује истраживање угљоводоника у Кари и Црном мору (иако Црно море није на Арктику),  као и заједнички развој платформи за бушење отпорне на лед и других арктичких технологија.  Овај договор је уследио након неуспелог покушаја сличне сарадње између Росњефта и БП у мају.  Шеврон тренутно преговара са Росњефтом о заједничком развоју арктичких ресурса. 
Русија је једина земља на свету која планира да користи плутајуће нуклеарне електране . Академик Ломоносов, за који се очекује да ће почети да ради 2012. године, биће једно од осам електрана које ће снабдевати струјом руске приморске градове. Постоје планови да ове електране у будућности такође обезбеде напајање великим гасним платформама у Арктичком океану.   Поље Приразломноје, приобално нафтно поље у Печорском мору које ће укључивати до 40 бушотина, тренутно је у изградњи, а очекује се да бушење почне почетком 2012. То ће бити прва нафтна платформа на свету отпорна на лед, а биће и прва арктичка платформа на мору.
Русија жели да успостави своје арктичке поседе као главну базу ресурса до 2020. Како климатске промене чине арктичке области приступачнијим, Русија, заједно са другим земљама, настоји да искористи Арктик за повећање производње енергетских ресурса. Према Геолошком заводу САД, постоји 90 Gbbl (1,4×1010 m3) нафте и 1.670×1012 cu ft (4,7×1013 m3) природног гаса северно од арктичког круга. Све у свему, процењује се да се око 10% светских нафтних ресурса налази на Арктику. Доминантни део арктичких угљоводоника на мору (нафта и гас), како се види у студијама УСГС-а, налази се унутар тренутних неспорних ексклузивних економских зона пет нација које се граниче са Арктиком.
У септембру 2013, Газпромове активности бушења нафте на Арктику изазвале су протесте еколошких група, посебно Гринписа. Гринпис се успротивио бушењу нафте на Арктику на основу тога да би бушење нафте нанело штету арктичком екосистему и да не постоје безбедносни планови за спречавање изливања нафте. Брод Greenpeace- а МV Arctic Sunrise је 18. септембра организовао протест и покушао да се укрца на платформу Гаспрома Приразломнаја. Као одговор, руска обалска стража је преузела контролу над бродом и ухапсила активисте. Фил Радфорд, извршни директор Greenpeace USA, изјавио је да је хапшење Arctic 30 најоштрији одговор на који је Greenpeace наишао од стране владе од бомбардовања Rainbow Warrior- а 1985. године од стране „акционог“ огранка француских спољних обавештајних служби,Direction générale de la sécurité extérieure. Раније у августу 2012, Greenpeace је такође организовао сличне протесте против исте нафтне платформе. Руска влада намерава да оптужи активисте Гринписа за пиратерију, за коју је предвиђена максимална казна од петнаест година затвора. Власти у Мурманску задржале су тридесет чланова посаде „Arctic Sunrise” на 48 сати. Чланови посаде долазе из 19 земаља. Неколико чланова је ухапшено након што су напали бушачку платформу Приразломнаја у Печорском мору.